# Palisade
Pour plus de détails, voir Fiche technique et Distribution.
Palisade est un film australien réalisé par Laurie McInnes et sorti en 1987.

## Synopsis
Dans le Queensland, le film suit un travailleur de nuit.

## Fiche technique
- Titre : Palisade
- Réalisation : Laurie McInnes
- Scénario :
- Photographie : Laurie McInnes
- Montage : Greg Bell
- Production :
- Société de production :
- Pays :  Australie
- Genre : Drame
- Durée : 15 minutes
- Dates de sortie : 
  -  Nouvelle-Zélande : 16 juillet 1987 (Wellington Film Festival)

## Distribution
- Warren Stuart : le travailleur de nuit

## Distinctions
Le film a reçu la Palme d'or du court métrage lors du Festival de Cannes 1987 et le Prix du meilleur court métrage (ex aequo) lors du Festival international du film de Melbourne 1987.